# Peter Polycarpou
Peter Polycarpou (* 31. März 1957 in Brighton, East Sussex) ist ein britischer Schauspieler, Musicaldarsteller, Sänger und Synchronsprecher.

## Leben
Polycarpou wurde 1957 im südenglischen Brighton als Sohn einer in bescheidenen Verhältnissen lebenden griechisch-zypriotischen Familie geboren. Sein Vater Costakis „Costas“ Polycarpou (1935–2016) stammte ursprünglich aus dem zypriotischen Korfi, gemeinsam mit seiner Ehefrau Victoria „Vikki“ Polycarpou (* 1929) betrieb er später ein erfolgreiches Textilunternehmen. Peter Polycarpou und seine ältere Schwester Eve Polycarpou verbrachten die ersten Lebensjahre im St Angela’s Kinderheim in Brighton. Polycarpou gab später als Gründe dafür an, dass beide Eltern für den Lebensunterhalt arbeiten mussten und sich so nicht um die Kindererziehung kümmern konnten. Zudem verurteilte die orthodoxe griechische Gemeinde von Brighton die uneheliche Geburt seiner Schwester. Als er etwa sechs Jahre alt war, konnten die Eltern die Kinder wieder zu sich nehmen. Die Familie zog dann nach London, wo später Peter Polycarpous Bruder Chris geboren wurde.
Peter und Eve Polycarpou entdeckten beide bereits im jungen Alter das Interesse am Singen. Die Eltern ließen beide oft bei Hochzeiten und zu anderen Festen gemeinsam für die Gäste auftreten. In der Schule beteiligte er sich außerdem früh bei ersten Theaterinszenierungen. Nach der Schule begann er ein Studium an der Middlesex Polytechnic, das er jedoch nach einem Jahr abbrach, weil er sich die Studiengebühren nicht leisten konnte. Nach Engagements in verschiedenen Bands fokussierte er sich verstärkt auf eine Karriere als Schauspieler.
Seit 1979 war er als freischaffender Musiker und Schauspieler tätig. Polycarpou war Mitglied verschiedener Theaterensembles am York Theatre Royal oder am Nottingham Playhouse. Ab Anfang der 1980er Jahre trat Polycarpou auch in britischen Fernsehproduktionen auf. Von 1990 bis 1994 verkörperte er in der Comedyserie Hallo Mädels! die Rolle des Chris Theodopolopodous. In der Filmbiografie De-Lovely – Die Cole Porter Story übernahm Polycarpou 2004 die Rolle des Filmproduzenten Louis B. Mayer. Im Fernsehfilm The Last Days of Lehman Brothers stellte er 2009 den Bankmanager Lloyd C. Blankfein dar. Im ITV-Fernsehfilm Die verlorene Ehre des Christopher Jefferies spielte Polycarpou die Rolle des Anwalts Louis Charalambous.
Bei der Londoner Uraufführung von Miss Saigon übernahm Polycarpou 1989 die Rolle des John. In der 1991er Inszenierung von The Phantom of the Opera war Polycarpou in der Rolle des titelgebenden Phantoms besetzt. Weitere Musical-Rollen übernahm er in Inszenierungen von Les Misérables, Oklahoma!, Sweeney Todd, The Pajama Game und City of Angels. Für seine Rolle als Ahmed Qurie im Theaterstück Oslo erhielt er bei den Laurence Olivier Awards 2018 eine Nominierung als Bester Nebendarsteller.
1993 sang Polycarpou den von Alan Hawkshaw komponierten Titelsong der BBC-Fernsehserie Love Hurts. Das Musikstück wurde als Single veröffentlicht und konnte sich vier Wochen in den britischen Single-Charts positionieren. Daneben war Polycarpou auch Synchronsprecher für diverse Videospiele.
Er sitzt im Directors Board des The Royal Theatrical Fund, der notleidende Schauspieler unterstützt, und fungiert zudem seit den 1990er Jahren als Schirmherr der United Kingdom Thalassaemia Society, die sich der Aufklärung über die vor allem in Zypern verbreitete Erbkrankheit Thalassämie widmet.
Polycarpou lebt mit seiner Frau im Londoner Stadtteil Muswell Hill.

## Filmografie (Auswahl)
- 1982: Die Profis (The Professionals, Fernsehserie, 1 Episode)
- 1984: Vorsicht, Hochspannung! (Hammer House of Mystery and Suspense, Fernsehserie, 1 Episode)
- 1990: Capital City (Fernsehserie, 1 Episode)
- 1990–1994: Hallo Mädels! (Birds of a Feather, Fernsehserie, 39 Episoden)
- 1996: Evita
- 1998: Bloodlines: Legacy of a Lord (Fernsehfilm)
- 1998: Alptraum im Airport (Fernsehfilm)
- 1999: Sunburn (Fernsehserie, 6 Episoden)
- 1999: Oklahoma! (Fernsehfilm)
- 1999: Julie and the Cadillacs
- 2000, 2008: Holby City (Fernsehserie, 2 Episoden)
- 2003: Mile High (Fernsehserie, 1 Episode)
- 2003, 2006: The Bill (Fernsehserie, 2 Episoden)
- 2004: De-Lovely – Die Cole Porter Story (De-Lovely)
- 2004: Casualty (Fernsehserie, 1 Episode)
- 2005: Planespotting (Fernsehfilm)
- 2005: Waking the Dead – Im Auftrag der Toten (Waking the Dead, Fernsehserie, 2 Episoden)
- 2006: EastEnders (Fernsehserie, 3 Episoden)
- 2006: O Jerusalem
- 2007: Broken (Kurzfilm)
- 2007: Hauptsache verliebt (I Could Never Be Your Woman)
- 2007: Empathy (Fernsehfilm)
- 2009: The Last Days of Lehman Brothers (Fernsehfilm)
- 2009: Harmonica Swing (Kurzfilm)
- 2010: Les Misérables in Concert: The 25th Anniversary
- 2012: Hustle – Unehrlich währt am längsten (Hustle, Fernsehserie, 1 Episode)
- 2012: Cleanskin – Bis zum Anschlag (Cleanskin)
- 2012: Threesome (Fernsehserie, 1 Episode)
- 2013: National Theatre Live: The Magistrate
- 2013: Family Tree (Fernsehserie, 1 Episode)
- 2014: Die verlorene Ehre des Christopher Jefferies (The Lost Honour of Christopher Jefferies, Fernsehzweiteiler)
- 2015: Our Cyprus (Kurzfilm)
- 2015: Tyrant (Fernsehserie 9 Episoden)
- 2018: Unforgotten (Fernsehserie, 1 Episode)
- 2018: The Diamond Job
- 2019: Riviera (Fernsehserie, 3 Episoden)
- 2019: Defending the Guilty (Fernsehserie, 1 Episode)
- 2021: Stath Lets Flats (Fernsehserie, 1 Episode)
- 2021: The Bezonians
- 2022: Inspector Barnaby (Midsomer Murders, Fernsehserie, 1 Episode)
- 2022: Disarm (Kurzfilm)
- 2024: Grantchester (Fernsehserie, 1 Episode)
- 2024: Kaos (Fernsehserie, 1 Episode)
- 2024: Der Brutalist (The Brutalist)

## Musical-Rollen (Auswahl)
- 1989: Miss Saigon (Theatre Royal Drury Lane, London)
- 1991: The Phantom of the Opera (Her Majesty’s Theatre, London)
- 1992–1993: Les Misérables (Palace Theatre, London)
- 1998: Oklahoma! (Olivier Theatre, London)
- 1999: Oklahoma! (Lyceum Theatre, London)
- 2012: Sweeney Todd (Adelphi Theatre, London)
- 2014: The Pajama Game (Shaftesbury Theatre, London)
- 2014–2015: City of Angels (Donmar Warehouse, London)
- 2017: Oslo (Lyttelton Theatre, später Harold Pinter Theatre, London)
- 2019: A Very Expensive Poison (Old Vic Theatre, London)
- 2021: Indecent (Menier Chocolate Factory, London)
- 2022: The Band's Visit (Donmar Warehouse, London)

## Videospiel-Sprecher (Auswahl)
- 2010: James Bond 007: Blood Stone
- 2010: Harry Potter and the Deathly Hallows: Part I
- 2011: Harry Potter and the Deathly Hallows: Part II
- 2017: Assassin’s Creed Origins
- 2018: Assassin’s Creed Odyssey
- 2019: Discovery Tour: Ancient Greece
- 2020: Serious Sam 4
- 2020: Immortals: Fenyx Rising
- 2021: Bureiburi Deforuto II
- 2022: Expeditions: Rome
- 2023: Diablo IV
- 2023: Final Fantasy XVI
- 2023: Total War: Pharaoh